# Caporalco Buenos Aires
Caporalco Buenos Aires är en ort i Mexiko.   Den ligger i kommunen Vicente Guerrero och delstaten Puebla, i den sydöstra delen av landet, 230 km öster om huvudstaden Mexico City. Caporalco Buenos Aires ligger 2 528 meter över havet och antalet invånare är 926.
Terrängen runt Caporalco Buenos Aires är kuperad. Runt Caporalco Buenos Aires är det ganska tätbefolkat, med 149 invånare per kvadratkilometer. Närmaste större samhälle är Ajalpan, 19,1 km sydväst om Caporalco Buenos Aires. Omgivningarna runt Caporalco Buenos Aires är en mosaik av jordbruksmark och naturlig växtlighet.